# Isle of Wight Saturday League 2009-10
La Isle of Wight Saturday League 2009-10 fue la edición 2009-10 de la máxima categoría de fútbol en la Isla de Wight.

## Tabla de posiciones
|    | Equipos                | PJ | PG | PE | PP | DG   | Pts     |
| -- | ---------------------- | -- | -- | -- | -- | ---- | ------- |
| 1  | West Wight FC          | 26 | 22 | 4  | 0  | +77  | 70      |
| 2  | Northwood St Johns     | 26 | 22 | 1  | 3  | +61  | 67      |
| 3  | GKN                    | 26 | 16 | 4  | 6  | +32  | 52      |
| 4  | Oakfield FC            | 26 | 13 | 6  | 7  | +23  | 45      |
| 5  | Binstead & COB         | 26 | 11 | 6  | 9  | +27  | 42 (+3) |
| 6  | Newport IoW Reserves   | 26 | 11 | 6  | 9  | +24  | 39      |
| 7  | Shanklin FC            | 26 | 8  | 7  | 11 | -12  | 31      |
| 8  | Newchurch              | 26 | 8  | 7  | 11 | -16  | 31      |
| 9  | Cowes Sports Reserves  | 26 | 9  | 1  | 16 | -16  | 28      |
| 10 | Carisbrooke United     | 26 | 8  | 4  | 14 | -18  | 28      |
| 11 | Saint Helens Blue Star | 26 | 9  | 4  | 13 | -23  | 28 (-3) |
| 12 | Brighstone FC          | 26 | 7  | 6  | 13 | -30  | 27      |
| 13 | Sandown & Lake FC      | 26 | 6  | 5  | 15 | -23  | 23      |
| 14 | Niton FC               | 26 | 1  | 1  | 24 | -106 | 4       |

|  | Descendido |